# Gillingham Town F.C.
Câu lạc bộ bóng đá Gillingham Town là một câu lạc bộ bóng đá đến từ Gillingham, Dorset, Anh. Liên kết với Dorset FA, hiện tại đội bóng là thành viên của Western League Division One và thi đấu tại Woodwater Lane.  Câu lạc bộ cũng có một đội dự bị và một đội nữ.

## Lịch sử
Câu lạc bộ được thành lập vào ngày 14 tháng 11 năm 1879 tại Khách sạn Phoenix. Một giai đoạn thành công bắt đầu từ giữa những năm 1960 đã chứng kiến đội bóng vô địch Dorset League bốn lần trong năm mùa giải. Năm 1970, đội chuyển đến Dorset Combination. Câu lạc bộ đứng cuối giải đấu vào năm 1983-1984, nhưng tránh bị xuống hạng. Mùa giải 2001-02 đội vô địch League Cup, khi đánh bại Westland Sports 2-1 trong trận chung kết. Đội là á quân giải đấu mùa giải tiếp theo, mùa giải đầu tiên sau khi được đổi tên thành Dorset Premier League. Sau khi kết thúc với vị trí á quân một lần nữa vào năm 2007-08, câu lạc bộ đã được thăng hạng lên giải Division One của Western League.
Mùa giải 2009-10, Gillingham vô địch Dorset Senior Cup khi đánh bại Wimborne Town 2-1 trong trận chung kết sau hiệp phụ. Kết thúc ở vị trí thứ ba tại Division One vào mùa giải 2011-12 đã chứng kiến câu lạc bộ được thăng hạng lên Premier Division. Mặc dù đứng thứ 9 tại Premier Division mùa giải 2016-17, câu lạc bộ rút khỏi Western League và trở lại Dorset Premier League để tập trung xây dựng sân vận động mới.

## Sân vận động
Trong cuối thế kỷ 19 và đầu thế kỷ 20 câu lạc bộ đã chơi tại Chantry Fields. Sau Thế chiến thứ nhất, họ chuyển đến một sân trên School Road, bây giờ là một sân chơi. Câu lạc bộ sau đó chuyển đến Hardings Lane sau khi nó bị Gillingham Show Society bỏ trống. Một nhà câu lạc bộ mới được xây dựng vào năm 1977, và vào năm 2005, các dàn đèn pha được dựng lên và đặt ở tất cả các mặt của sân. Vào năm 2018, câu lạc bộ đã chuyển đến một sân mới trên Woodwater Lane, cách đó vài trăm mét, nhưng vẫn sử dụng Hardings Lane.

## Danh hiệu
- Dorset Senior Cup
  - Vô địch 2009-10
- Dorset Premier League
  - Vô địch League Cup 2001-02

## Kỉ lục
- Thành tích tốt nhất ở Cúp FA: Vòng loại thứ hai, 2009-10, 2012-13[2]
- Thành tích tốt nhất ở FA Vase: Vòng hai, 2007-08, 2016-17[2]